# رود توریان

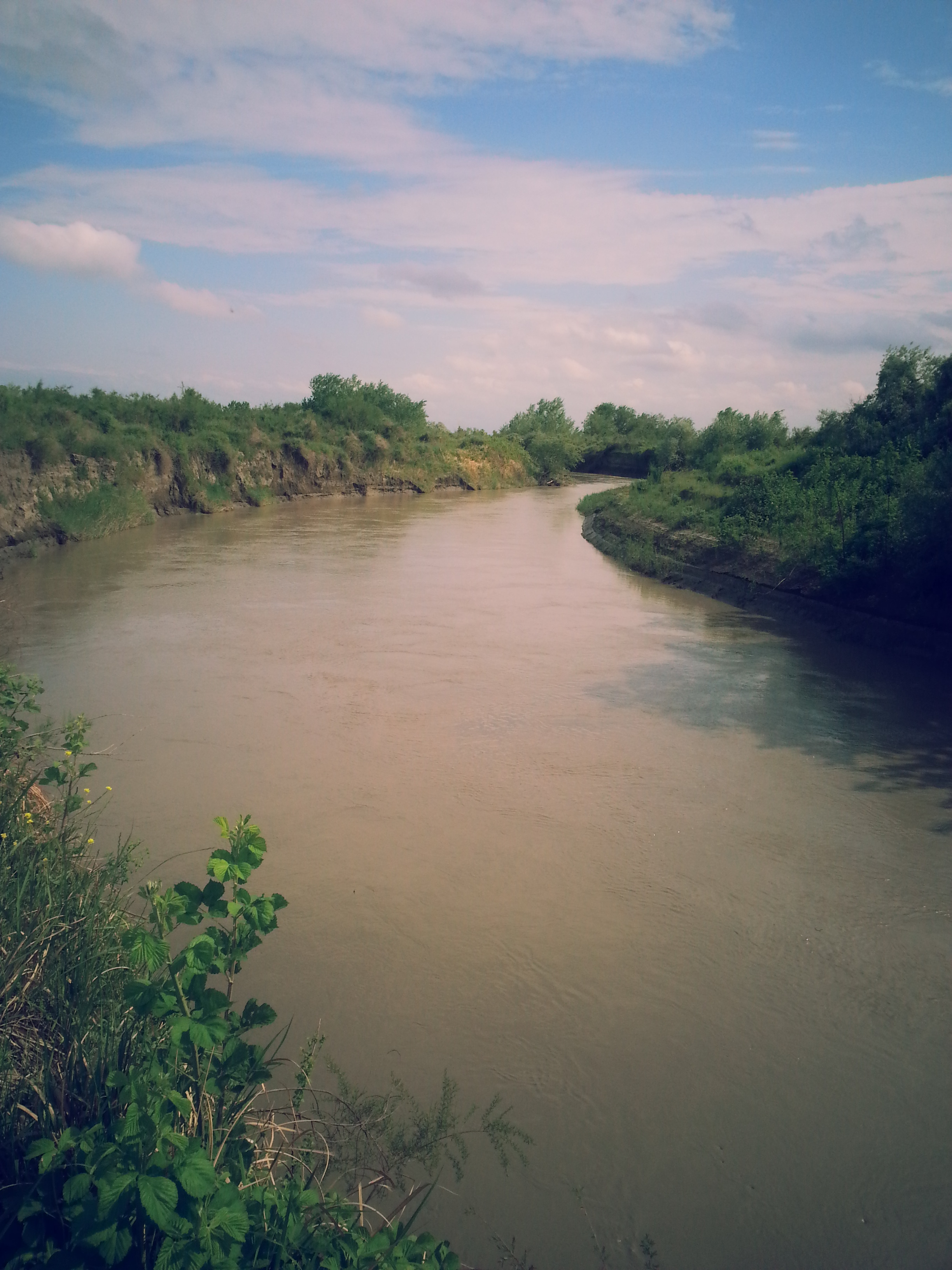

توریان (به لاتین: Türyan یا Türyançay) رودخانه‌ای در جمهوری آذربایجان است که از میان شهرستان قبله، شهرستان گوی‌چای و شهرستان اوجار جریان می‌یابد.

## ویژگی‌ها
رود توریان از قله‌ای با نام راگدان در ارتفاعات مرزی دو شهرستان قبله و شهرستان اغوز سرچشمه می‌یابد (در محدوده ناحیه سارال در ۳۶۸۰ متری از سطح دریا). سپس رودخانه‌های کوچکی از جمله تیکان‌لی، گارا و بوم به آن پیوسته و به‌سوی روستای نیج حرکت می‌کند و از این رو نقش مهمی در توسعه کشاورزی منطقه دارد. این رودخانه در پایان به رود کورا می‌پیوندد. آب رود توریان برای اهداف آبیاری در رودخانه‌های شهرستان آغ‌داش و شهرستان گوی‌چای از طریق کانال‌های آب مصنوعی ساخته‌شده نیز بهره برده می‌شود. در سال ۲۰۰۲ میلادی، طغیان رودخانه باعث جاری‌شدن سیل در جاده‌های اصلی این ناحیه شد. پس از آن در سال ۲۰۰۷ میلادی، فرماندار شهرستان‌های مربوطه سدهای بتونی سنگی را در سواحل چهار رودخانه اصلی شهرستان قبله ساختند. سد توریان‌چای ۳۰۰ متر طول دارد.

## آمار
طول رودخانه ۱۸۰ کیلومتر و مساحت حوضه آبریز آن ۱۸۴۰ متر مربع است. میانگین مصرف سالانه آن ۱۸ میلیون متر مکعب و حجم جریان سالانه آن ۵۶۵ میلیون متر مکعب است. 
منبع تغذیه این رودخانه بیشتر از آب برف و یخچال‌های طبیعی است. میزان آب ورودی از ماه مارس تا ژوئیه به دلیل گرمای هوا بیشتر است و از ماه آگوست به بعد حجم آب رودخانه کاهش می‌یابد.